# Hjortagyl
Hjortagyl är en sjö i Tingsryds kommun i Småland och ingår i Mieåns huvudavrinningsområde. Sjön har en area på 0,0731 kvadratkilometer och ligger 132,2 meter över havet.

## Delavrinningsområde
Hjortagyl ingår i det delavrinningsområde (625882-143525) som SMHI kallar för Mynnar i Mieån. Medelhöjden är 141 meter över havet och ytan är 13,42 kvadratkilometer. Det finns inga avrinningsområden uppströms utan avrinningsområdet är högsta punkten. Vattendraget som avvattnar avrinningsområdet har biflödesordning 2, vilket innebär att vattnet flödar genom totalt 2 vattendrag innan det når havet efter 38 kilometer. Avrinningsområdet består mestadels av skog (70 procent) och öppen mark (15 procent). Avrinningsområdet har 0,87 kvadratkilometer vattenytor vilket ger det en sjöprocent på 6,5 procent.